# Màster en administració d'empreses
Màster en administració d'empreses, conegut per les sigles MBA (Master of Business Administration), és un programa acadèmic de nivell de postgrau en administració i direcció d'empreses.
En general, el primer any d'un MBA està orientat a entrenar el coneixement del context empresarial i les funcions operatives de l'empresa. El segon any, és més especialitzat i busca capacitar en habilitats directives. Existeixen variacions en el format d'un MBA en duració, contingut i mètode d'aprenentatge. La duració pot variar d'1 a 3 anys, existint una modalitat anomenada Executive MBA per a persones amb més experiència professional, que es pot compaginar amb el treball.
- Temps parcial: Les classes són els vespres, o en cap de setmana, compatible amb activitat laboral.
- Temps complet: Dedicació exclusiva no compatible amb horari laboral.

Molts programes de MBA permeten especialitzar-se o concentrar-se en una àrea, com finances, màrqueting, logística, recursos humans, etc.
L'escola de negocis Tuck (Tuck School of Business) fou la primera que oferí un MBA l'any 1900.

## Pla d'estudis d'un MBA
- Estratègia d'empresa
- Màrqueting
- Recursos humans
- Gestió del capital humà
- Finances i comptabilitat
- Emprenedoria
- Etc.

L'objectiu d'aquest màster és donar a l'estudiant un recorregut professional sòlid. Hi ha, de fet, diverses alternatives d'MBA, com per exemple l'Executive MBA, centrat en un perfil més concret d'alumne. En aquest cas, es dona preferència a la superació de reptes de gestió empresarial en forma de comunicació interna, capacitat de lideratge i alta direcció.